# 私はバカになりたい
『私はバカになりたい』（わたしはバカになりたい）は、蛭子能収による漫画短編集。1982年3月に青林堂より刊行されるが長らく絶版となっていた。その後、2003年8月にeBookJapanにて電子書籍の形で復刊され、2018年5月には青林工藝舎より「復刻版」が刊行された。
キャッチコピーは「御辞儀をすればヨダレがタレる バカが通れば道理もひっこむ 地獄の沙汰もバカしだい そのうちナントカなるだろう!!」。

## 概要
伝説の漫画雑誌『ガロ』『Jam』『漫画ピラニア』などに掲載された成人向け漫画作品13編を収録。巻頭2色は我が子を燃やす問題作『知識人のレポート』、あとがきに自身を有り体に語る「私のイヤーな性格について暴露する二、三の事柄」を収録。いずれの作品も狂気に満ちた不条理なストーリー展開が特徴であり、夢日記に脚色を加えて漫画化している。
「1982年、念願だった漫画で喰える様になり、不安、抑圧、劣等感から解き放たれた蛭子34歳。精神にも余裕が生じ集中力と手抜きの塩梅も絶妙な蛭子能収作品集随一の傑作はこれ。装丁から解説まですべて本人が手がけるなどヤル気満々、八面六臂の大活躍!（…この作品集以降、バブル期の波に乗り年収がうなぎのぼりに上昇する中、次第にテレビタレントの仕事が増え年収1億を超えるのだが、それに反比例して漫画への意欲が消滅して行く…）そして2018年現在、全くやる気のない蛭子さんが、この本の復刻を了承するにあたり出した条件は…『とにかく忙しい。面倒な事はしたくない。オレに負担を一切かけないなら出してもいい』だった。そういう著者の意向を汲んでほぼそのまんま復刻‼︎」（以上、青林工藝舎版帯文より復刊に寄せて蛭子劇画プロダクションチーフアシスタント／特殊漫画家・根本敬）

## 収録作品
- 知識人のレポート
- 僕の村は平和だった
- 勉強する乙女たち
- ペニスに死す
- 不確実性の家族
- 私はバカになりたい
- 食生活と人間
- 普通の人々
- マッチ売りの主婦
- 競艇時代
- 芸術家は怒った
- 少女の秘密
- サラリーマンは2度イライラする
- あとがき「私のイヤーな性格について暴露する二、三の事柄」

## シングル
巻上公一のバンド「ヒカシュー」が1983年に発表した同名シングルのジャケットイラストは蛭子自らが手掛けており、事実上のタイアップとなっている。なお巻上は蛭子5冊目の単行本『なんとなくピンピン』（1983年 青林堂）に解説文を寄稿している。

## 書誌情報
- 私はバカになりたい（1982年 青林堂 全国書誌番号:83026156 ASIN B000J7GCR4）※絶版
- 復刻版 私はバカになりたい（2018年 青林工藝舎）